# 袁章
袁章（?—?），字叔平，鄞县人。宋朝教育家，袁燮的叔父。早年屢試不中，遂以教書為業。乾道五年（1169年）進士，任諸暨縣主簿，歷官泰州、和州州學教授、通判常德府。